# Escobaria robbinsorum
Escobaria robbinsiorum là một loài thực vật có hoa trong họ Cactaceae. Loài này được (Earle) D.R.Hunt mô tả khoa học đầu tiên năm 1978.